# Isao Iwabuchi
Pour les articles homonymes, voir Iwabuchi.
Isao Iwabuchi (岩淵 功, Iwabuchi Isao, né le 17 novembre 1933 dans la préfecture de Tochigi au Japon) est un footballeur japonais.